# Josune Gorostidi Elgarresta
Josune Gorostidi Elgarresta (Txarama, Leaburu, Guipúscoa, 1967) era una ciclista basca que combinà la carretera amb ciclisme en pista. Es va proclamar diversos cops campiona d'Espanya en ambdues modalitats.
També era practicant dels esports ruals bascos concretament la sega i la recollida de panotxes.

## Palmarès en pista
- 1990
  -  Campiona d'Espanya en Persecució
- 1991
  -  Campiona d'Espanya en Persecució

## Palmarès en ruta
- 1990
  - 1a a l'Iurreta-Emakumeen Bira i vencedora d'una etapa
- 1991
  -  Campiona d'Espanya en ruta
  - 1a a la Volta a Mallorca
  - 1a al Gran Premi de França